# The Blackberry Jams
The Blackberry Jams è un album di raccolta del musicista statunitense Jason Becker, pubblicato nel 2003, ma registrato nel periodo 1987-1988.

## Tracce
Tutte le tracce sono state scritte da Jason Becker eccetto dove indicato.
1. Go Off! Intro – 0:56
2. Groin-Grabbingly Transcendent – 1:48
3. Opitudes – 5:32
4. Church of the Weird – 4:01
5. Mabel's Air...Could It Be Any Faster? – 4:15
6. Short X-Ray Eyes" – 0:50
7. Airage – 1:29
8. Perpetual Burn – 3:26
9. Ashram of You, Lee – 3:17
10. Images Intro – 0:21
11. Mabel...Simple Little Nibbling – 2:12
12. Jewel (Jason Becker, Marty Friedman) – 1:44
13. Kind of Like a Spring – 0:56
14. Air – 2:48
15. Ten Yellow Pointy Kitties (Jason Becker, Marty Friedman) – 2:42
16. Absurd Temple Jig – 1:04
17. Part of Stranger – 0:48
18. There's That – 1:33
19. Black Cat (Jason Becker, Marty Friedman) – 4:14
20. Little Rippage – 0:35
21. Perpetual Tides – 4:50
22. Floor Pie – 1:06
23. El Beckero – 1:04
24. Pocus I Say – 1:38
25. Conglomeration...Boy Meets Guitar – 5:10
26. Little Dweller – 1:00
27. Jewel #2 (Jason Becker, Marty Friedman) – 2:49
28. Long X-Ray Eyes – 4:58
29. Altitudes Jam – 2:50
30. Bemesderfer's Wooping Stick (Mike Bemesderfer) – 1:14
31. If It Weren't So Purdy I'd Call It Skin Flute (Mike Bemesderfer) – 2:31